# District de Weiz
Le district de Weiz est une subdivision territoriale du land de Styrie en Autriche.

## Géographie

### Lieux administratifs voisins
| District de Bruck an der Mur | District de Mürzzuschlag | District de Neunkirchen (Basse-Autriche) |
| District de Graz-Umgebung    |                          | District de Hartberg                     |
|                              | District de Feldbach     | District de Fürstenfeld                  |

## Communes
Le district de Weiz est subdivisé en 31 communes :
- Albersdorf-Prebuch
- Anger
- Birkfeld
- Fischbach
- Fladnitz an der Teichalm
- Floing
- Gasen
- Gersdorf an der Feistritz
- Gleisdorf
- Gutenberg
- Hofstätten an der Raab
- Ilztal
- Ludersdorf-Wilfersdorf
- Markt Hartmannsdorf
- Miesenbach bei Birkfeld
- Mitterdorf an der Raab
- Mortantsch
- Naas
- Passail
- Pischelsdorf am Kulm
- Puch bei Weiz
- Ratten
- Rettenegg
- Sankt Kathrein am Hauenstein
- Sankt Kathrein am Offenegg
- St. Margarethen an der Raab
- Sankt Ruprecht an der Raab
- Sinabelkirchen
- Strallegg
- Thannhausen
- Weiz